# 霍尔拜克站
霍尔拜克站（丹麦语：Holbæk Station）是丹麦霍尔拜克的主要火车站。第一代站房于1874年12月30日启用，现在的站房启用于1972年。该站现同时有“丹麦国家铁路”和“丹麦地方铁路公司”两间铁路公司的列车停靠。

## 图片集

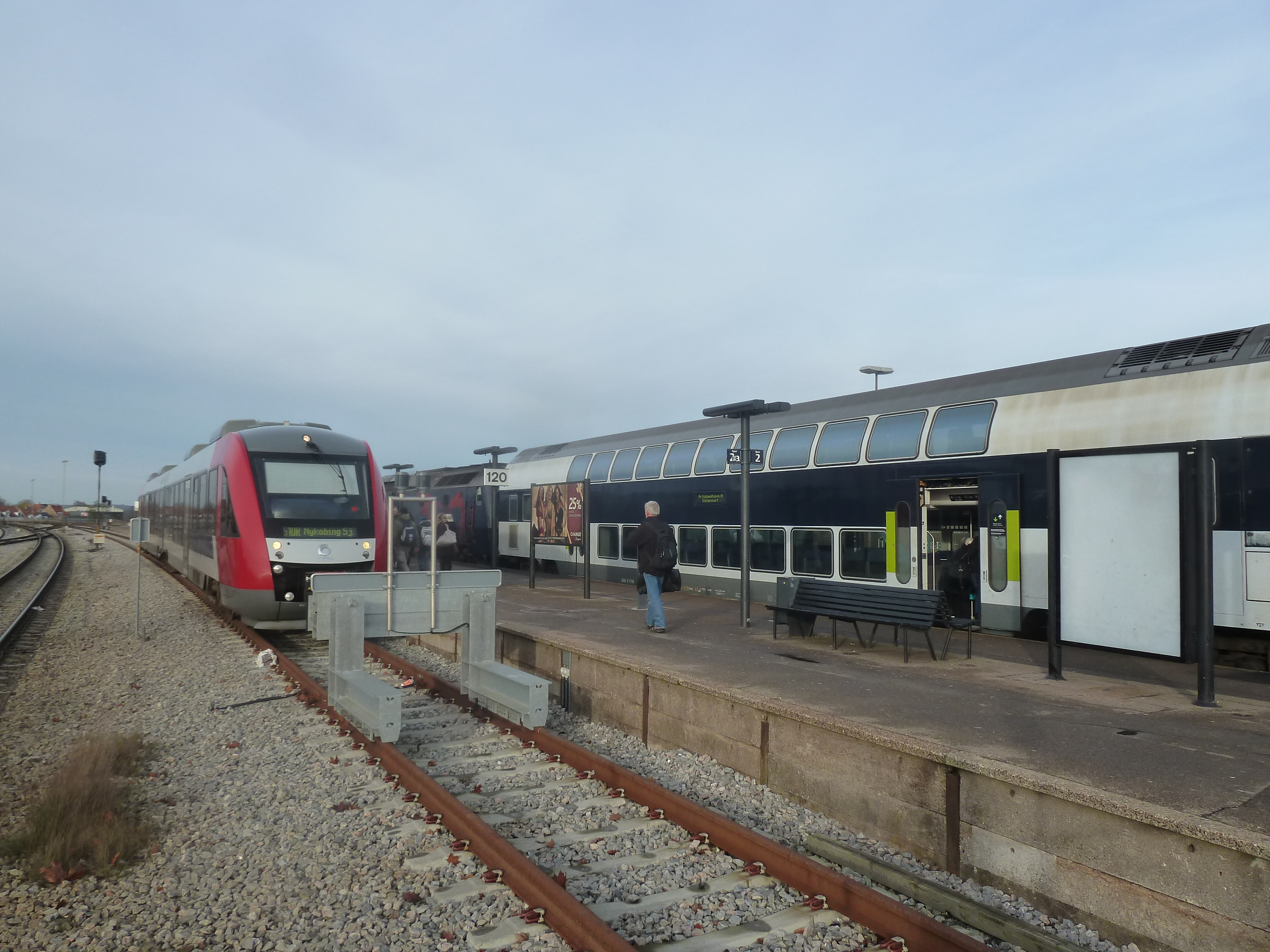
站台和旅客列车
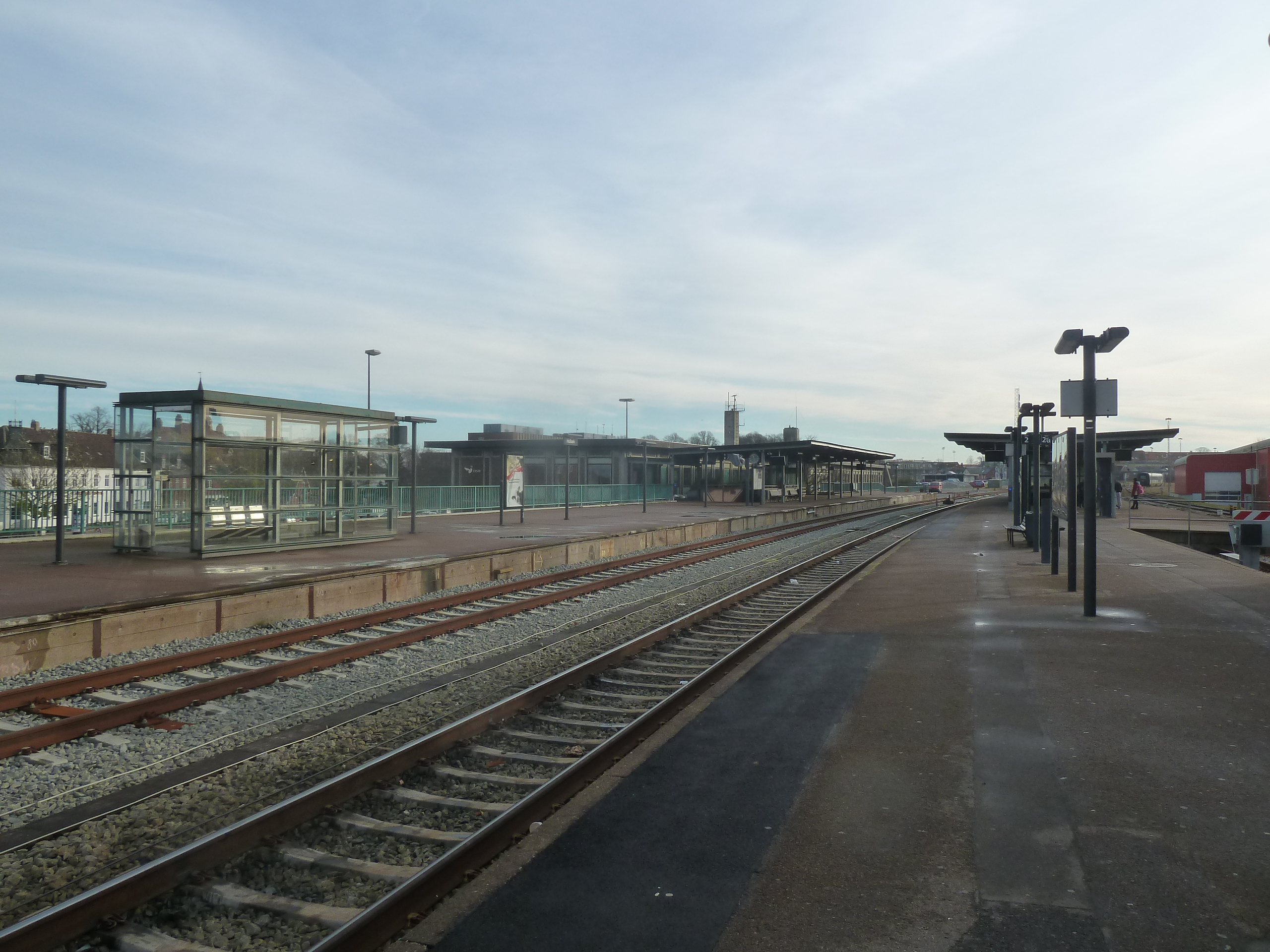
站台
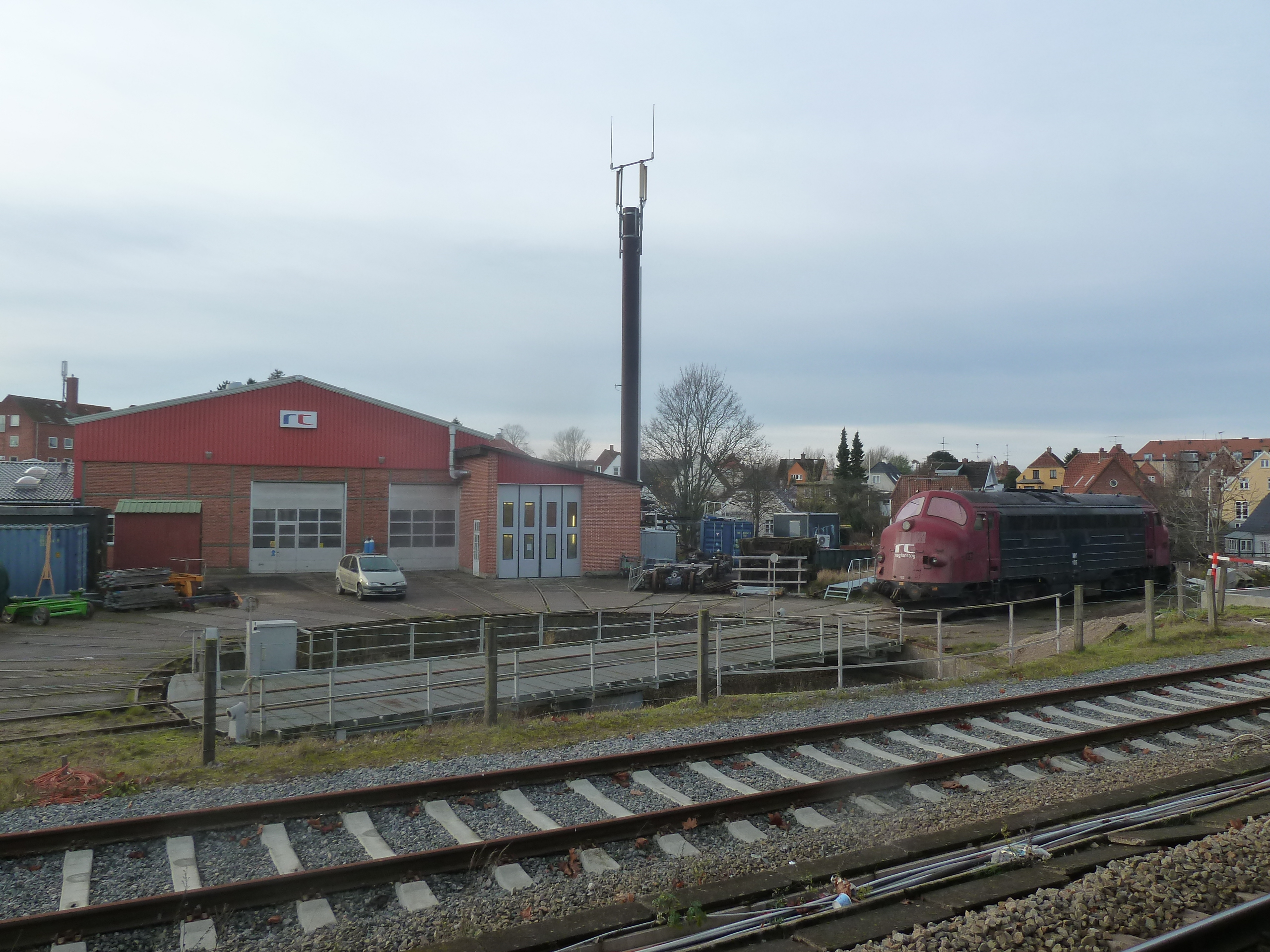
车库和转车台
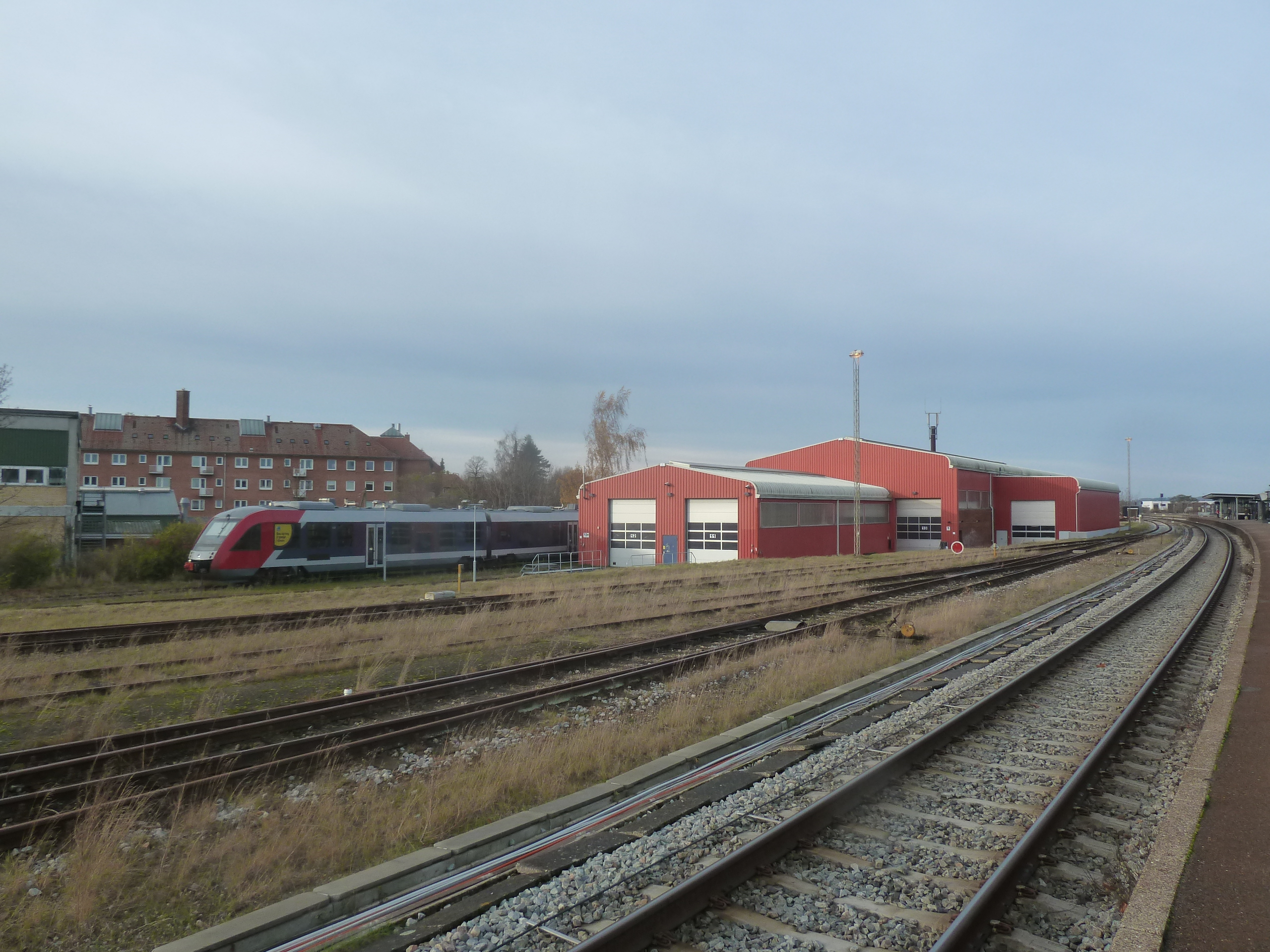
车站一角
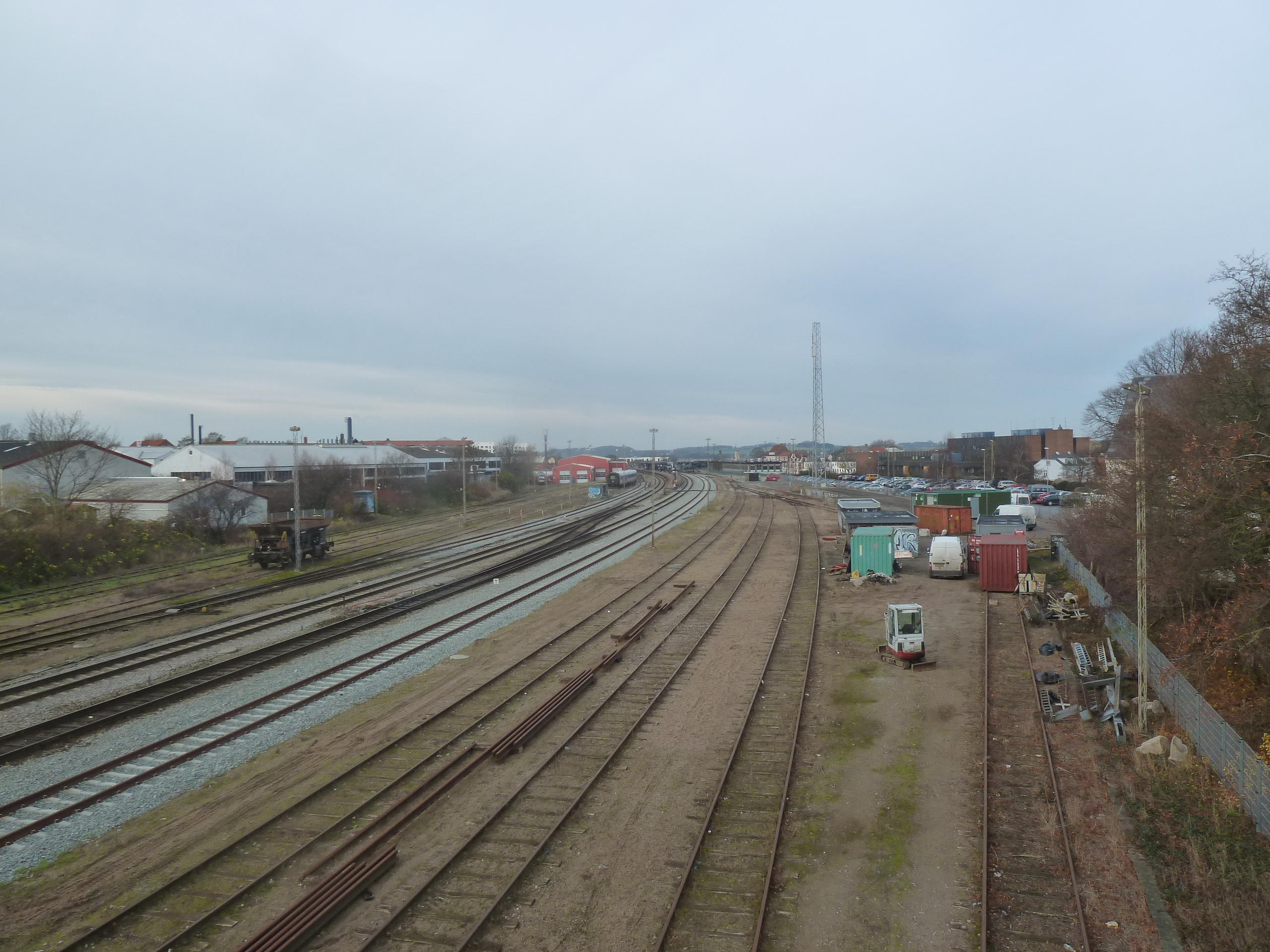
股道
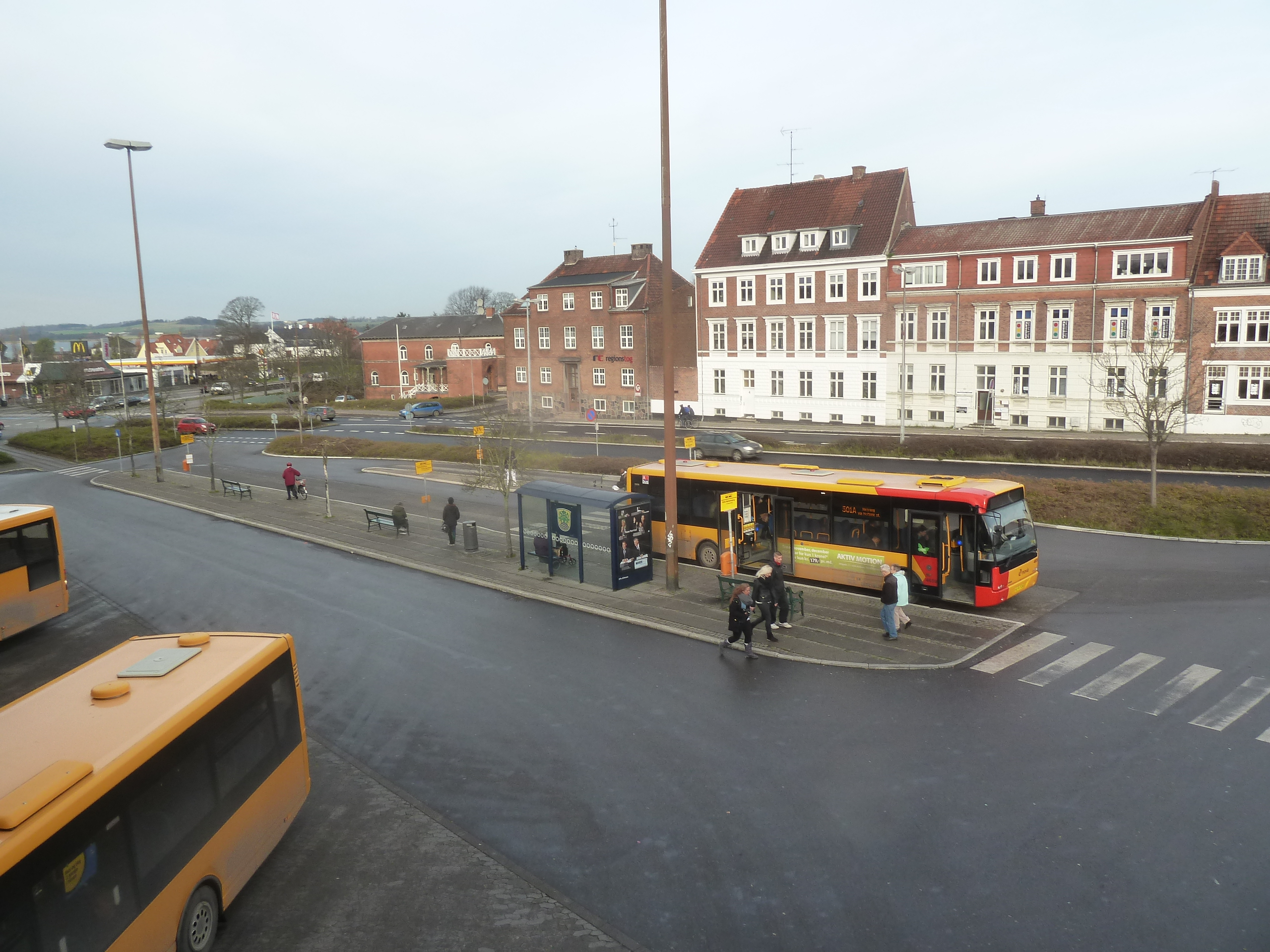
配套的巴士转换站高机位照片
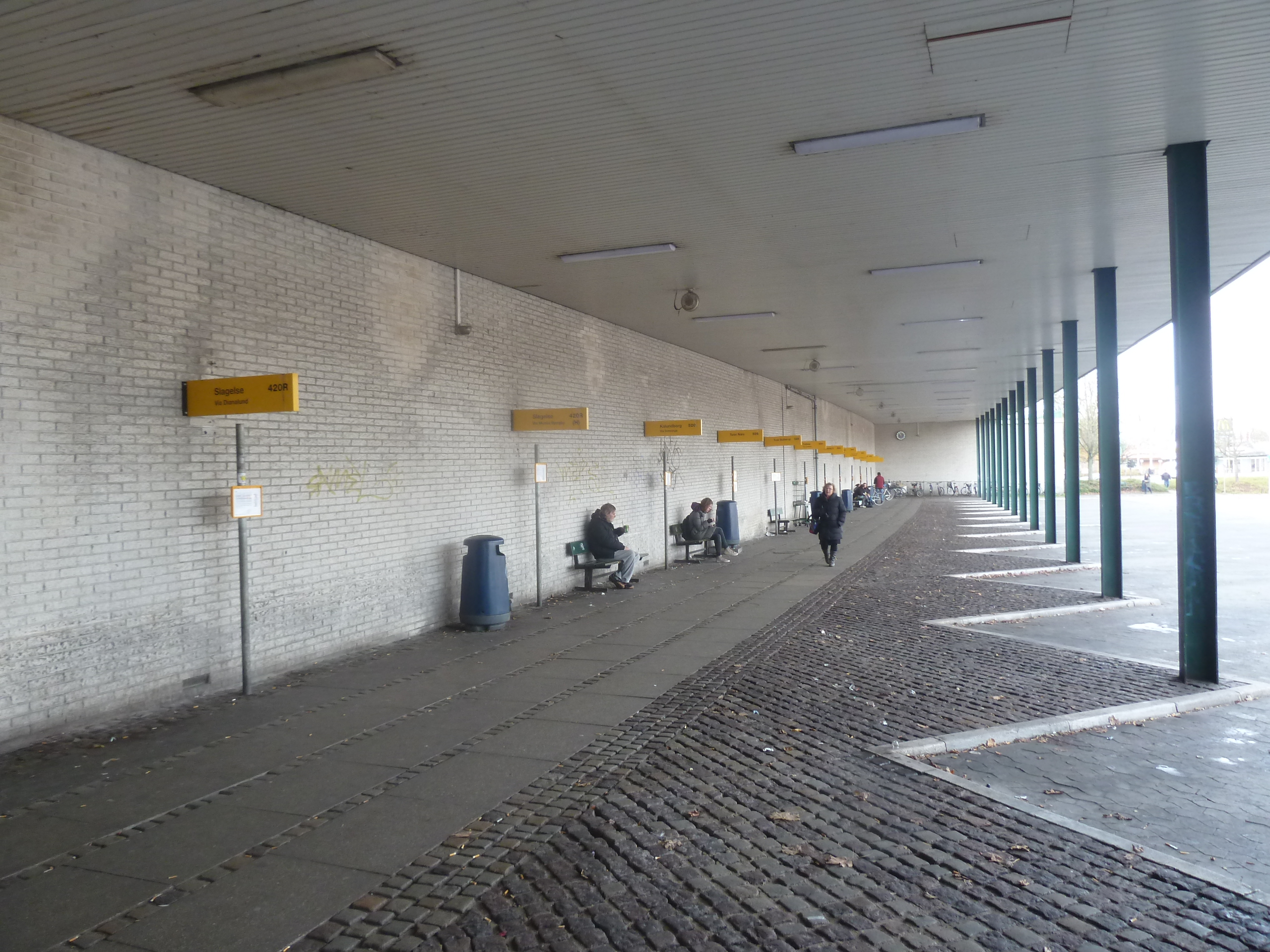
配套的巴士转换站雨棚